# Косевич, Александр Александрович
Александр Александрович Косевич (укр. Олександр Олександрович Косевич; 4 сентября 1965, Донецк, УССР, СССР — 10 апреля 2025) — украинский футболист, тренер и футбольный функционер.

## Клубная карьера
Его ранняя спортивная карьера не была связана с футболом. Александр занимался боевыми видами спорта, участвовал в соревнованиях. Став президентом клуба «Гарант» (Донецк), сыграл 6 матчей в любительском чемпионате Украины.

## Футбольная деятельность
В 1991 году был избран на пост президента правления донецкого клуба «Шахтер», но, поскольку финансовые возможности клуба были довольно слабыми, в 1992 году переехал в другой клуб из Донецка под названием «Гарант», где занял должность президента клуба. После слияния клуба с «Медитой» (Шахтёрск), в результате чего был создан «Металлург» (Донецк), был избран президентом этого клуба. В 2001 году, когда в клуб с большими средствами пришёл Сергей Тарута, ему отдали кресло президента. Впоследствии из-за разногласий во взглядах на дальнейший путь развития «Металлурга» покинул команду.
Через 3 месяца безработицы встретился с президентом криворожского «Кривбасса» Сергеем Полищуком и согласился на его предложение работать в клубе. Благодаря его усилиям «Кривбасс» начал развивать клубную инфраструктуру. С декабря 2004 года занимал должность главного тренера «Кривбасса», а с апреля 2005 года — параллельно с этим учился на курсах ФФУ для получения тренерской лицензии. После смены руководства и ухудшения финансовой ситуации в клубе в декабре 2006 года ушёл в отставку. А уже в январе 2007 года перешёл на должность главного тренера луганской «Зари», в которой проработал до марта 2008 года. После длительного перерыва, 9 сентября 2016 года, был назначен главным тренером краматорского «Авангарда».
Его брат Михаил Александрович Косевич (17.06.1959) — ветеран донецкого «Шахтёра», Президент клуба «Кожаный мяч ДНР».
Скончался 10 апреля 2025 года.